# Hrabstwo Aiken

Piramida wieku hrabstwa

Hrabstwo Aiken (ang. Aiken County) – hrabstwo w stanie Karolina Południowa w Stanach Zjednoczonych.

## Geografia
Według spisu z 2000 roku obszar całkowity hrabstwa obejmuje powierzchnię 1080,46 mil2 (2798,38 km²), z czego 1072,66 mil2 (2778,18 km²) stanowią lądy, a 7,79 mil2 (20,18 km²) stanowią wody. Według szacunków United States Census Bureau w roku 2010 miało 160 099 mieszkańców. Jego siedzibą administracyjną jest Aiken.

### Miasta
- Aiken
- Burnettown
- Jackson
- New Ellenton
- North Augusta
- Perry
- Salley
- Wagener
- Windsor

### CDP
- Belvedere
- Clearwater
- Gloverville
- Graniteville
- Langley
- Warrenville